# Willy Sansen
Willy Sansen (Poperinge, 16 mei 1943 – Leuven, 25 april 2024) was een elektrotechnisch ingenieur, academicus en auteur. Hij was emeritus hoogleraar ingenieurswetenschappen aan de Katholieke Universiteit Leuven.
Sansen stond bekend om zijn onderzoek op het gebied van elektronica, schakelingen en analoog ontwerp. 
Sansen leverde een bijdrage aan de elektrotechniek door het bestuderen van ontwerp-automatisering en het ontwerp van analoge geïntegreerde schakelingen voor telecommunicatie, consumentenelektronica, medische toepassingen en sensoren.
Hij was auteur en medeauteur van meer dan 650 artikelen en 16 boeken, waaronder Analog Design Essentials, Symbolic Analysis for Automated Design of Analog Integrated Circuits, Low-Noise Wide-Band Amplifiers in Bipolar and CMOS Technologies, Biosensors: Microelectrochemical Devices, Design of Analog Integrated Circuits and Systems en Distortion analysis of analog integrated circuits. Hij superviseerde 65 doctoraten. In 2011 ontving hij de IEEE Donald O. Pederson Award in Solid-State Circuits. Hij was een Life Fellow van de IEEE.

## Biografie
Sansen behaalde in 1967 een masterdiploma in de elektrotechniek aan de Katholieke Universiteit Leuven en in 1972 een doctoraat in de elektronica aan de Universiteit van Californië in Berkeley.
Hij begon zijn academische carrière door in 1972 terug te keren naar de Katholieke Universiteit Leuven. In 1980 werd hij hoogleraar ingenieurswetenschappen aan de Katholieke Universiteit Leuven, waar hij sinds 2008 emeritus hoogleraar was.
Sansen werd door het Nationaal Fonds voor Wetenschappelijk Onderzoek (NFWO) aangesteld bij het ESAT-laboratorium van de KU Leuven. Van 1984 tot 1990 was hij hoofd van de afdeling Elektrotechniek. In 1984 richtte hij het ESAT-MICAS-laboratorium op voor analoog ontwerp en leidde hij onderzoeksprojecten binnen de industrie.